# Johan Ludvig Holstein-Ledreborg
Johan Ludvig Holstein til Ledreborg (Lübz, 7 settembre 1694 – Copenaghen, 29 gennaio 1763) è stato un politico danese, ministro di Stato del Regno di Danimarca e Norvegia dal 1735 al 1751.
Un suo diretto discendente, il conte Ludvig Holstein-Ledreborg fu a sua volta primo ministro danese (del partito liberale) nel 1909.

## Biografia
Johan Ludvig era il figlio di Johan Georg Holstein, che sarebbe diventato lui stesso primo ministro danese, e Ida Frederikke Joachime della famiglia Bülow. Nacque il 7 settembre 1694 nel castello di Lübz appartenuto alla nonna materna. I suoi tutori durante la sua educazione includevano JW Schröder che in seguito avrebbe continuato a tutorare Cristiano VI di Danimarca. Nel 1711 suo padre lo mandò ad Amburgo dove studiò per un anno con Johann Albert Fabricius.

## Carriera
Quando Cristiano VI divenne re nel 1730, nominò Holstein stiftsamtmand (amtmann e co-amministratore della diocesi con il vescovo) di Zelanda e amtmann di Copenaghen e Roskilde. Nel febbraio 1734 fu nominato ministro delle finanze. Poiché il nuovo re rimase presto deluso dagli uomini che originariamente aveva scelto per guidare le cancellerie, il 12 maggio 1735 nominò Holstein primo segretario della cancelleria danese (una posizione spesso nota come ministro di Stato), in sostituzione di Iver Rosenkrantz. Allo stesso tempo, divenne membro del consiglio del re (Konseillet).
Nel 1740 sostituì anche Rosenkrantz come mecenate dell'Università di Copenaghen. Nel 1757 divenne inoltre il primo membro di uno speciale comitato agricolo che rimase operativo per diversi anni

## Vita privata
Holstein sposò Hedevig Vind (1707–1756), una nobildonna danese, nel 1733. Ebbero tre figli, tra cui Christian Frederik Holstein. Con l'aiuto della sua eredità, del capitale ottenuto dalla vendita delle sue proprietà nel Meclemburgo e del suo reddito come dipendente pubblico, Holstein poté acquistare un terreno nella zona di Ledreborg, dove costruì il palazzo di Ledreborg.